# Гіперзвукова зброя
Гіперзвукова зброя — ракетна зброя, бойова частина якої рухається на гіперзвукових швидкостях в атмосфері (тобто, більше 5 чисел Маха, або в проміжку 5000-25000 км/год).
Дослідники поділяють на два основних класи:
- гіперзвукові глайдери[en] (англ. Hypersonic Glide Vehicles, HGV) — зазвичай запускають із допомогою звичайних ракет у верхні шари атмосфери. Відокремлення від носія та вільний політ починається на висотах 50-100 км або навіть більше. Звідти планер спускається до заданої цілі. На відміну від балістичних ракет, планер (англ. glide vehicle) здатен змінювати траєкторію, а політ відбувається на меншій висоті, в атмосфері.
- гіперзвукові крилаті ракети (англ. Hypersonic Cruise Missiles, HCM) — як і звичайні крилаті ракети, весь час польоту рухаються завдяки імпульсу від ракетного або прямоточного рушія.

## Огляд

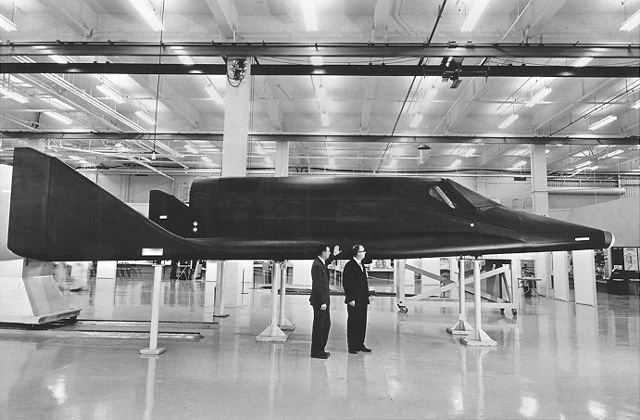
Прототип військового гіперзвукового орбітального літака Boeing X-20 Dyna-Soar, розробка якого розпочалась наприкінці 1950-х.

Перші ідеї створення гіперзвукового планера з'явились іще під час Другої світової війни: запропонований австрійським вченим Ойґеном Зенґером проєкт Silbervogel мав бути здатен завдавати ударів по території Сполучених Штатів. Проте цей проєкт реалізовано не було.
Розробки гіперзвукової зброї тривали й після завершення Другої світової війни. Так, в Сполучених Штатах було витрачено близько 5 млрд доларів США (в цінах 2020 року) на проєкт гіперзвукового планера Dyna-Soar X-20.
Однак, ці розробки поступились балістичним ракетам, а інтерес до створення нових гіперзвукових озброєнь пожвавився лише на початку 2000-их.
Гіперзвукові ракети можуть нести ядерну бойову частину, але для знищення малих об'єктів, в тому числі заглиблених в землю, гіперзвукова ракета може покладатись лише на власну кінетичну енергію без потреби нести вибухові речовини. Станом на 2021 рік Сполучені Штати, на відміну від КНР та Росії, вели розробки лише неядерних гіперзвукових озброєнь.
Головна відмінність та перевага гіперзвукових ракет в порівнянні зі «звичайними» балістичними — політ на значно меншій висоті, в атмосфері, скорочує відстань виявлення наземними системами (радари, інші сенсори). Таким чином, для захисту залишається значно менше часу. Наявні супутникові системи відстеження балістичних ракет також не здатні ефективно відстежувати політ гіперзвукових ракет.

## Розробки

### Австралія
На початку грудня 2020 року стало відомо, що США й Австралія уклали угоду про спільну розробку гіперзвукової ракети з повітряно-реактивним двигуном. Розробка ракети буде вестися в рамках проєкту SCIFiRE (Southern Cross Integrated Flight Research Experiment).
У рамках цього проєкту заплановано спроєктувати гіперзвукову ракету з повітряно-реактивним двигуном, зібрати кілька її повнорозмірних прототипів і провести їхні льотні випробування.
При цьому будуть використані напрацювання, отримані австралійськими фахівцями в рамках програми HIFiRE. Ракета, розроблена за проєктом HIFiRE, виконана двоступеневою. Другий ступінь боєприпасу оснащений гіперзвуковим прямоточним повітряно-реактивним двигуном. Під час декількох випробувальних запусків боєприпас показав можливість стабільного гіперзвукового польоту на швидкості близько 7,5 Маха.

### Іран
10 листопада 2022 року командувач повітряно-космічними силами Корпусу вартових Ісламської революції (КВІР) бригадний генерал Амір Алі Гаджизаде повідомив про створення «удосконалених гіперзвукових балістичних ракет». Жодних інших подробиць він не розкрив, також відсутні публічні повідомлення про попередні випробування. Проте, 6 червня 2023 року, згідно повідомлення агентства IRNA, повітряно-космічні сили Корпусу вартових ісламської революції (КВІР), у присутності президента Ірану Ібрагіма Райсі, представили новітню розробку, ракету Фаттах («Завойовник»), яка начебто є "гіперзвуковою". Ракета має дальність польоту 1,4 тис. кілометрів і начебто має здатність розвивати швидкість не менше 13-15 Махів, а також зможе здійснювати маневри як усередині атмосфери, так і за її межами. "Серед інших характеристик ракети – підвищена точність, відмінна маневровість, здатність бути непомітною для радіолокаційних систем та маневрувати як в атмосфері, так і поза нею", – заявили у Ірані.

### Китайська Народна Республіка
Наприкінці 2013 року було ухвалено рішення побудувати аеродинамічну трубу FL-63 діаметром близько 0,5 метра для досліджень в умовах гіперзвукових швидкостей.
В жовтні 2020 року було оприлюднено відео, на якому було показано бомбардувальник H-6N, який ніс на зовнішній підвісці ракету, яка за зовнішнім виглядом схожа на прототип гіперзвукового планера зі звичайним ракетним прискорювачем. А саме, ця ракета схожа на гіперзвукову ракету DF-17 наземного базування, що складається з першого ступеню від балістичної ракети DF-16 та гіперзвукового глайдера DZ-ZF як боєголовку.
В серпні 2021 року було проведено випробування пуском суборбітальної ракетної системи (так званий частково-орбітальний космоліт) з гіперзвуковим планером, здатним нести ядерну зброю. Попри те, що планер відхилився від цілі на 20-30 км, дане випробування показало, що Китай домігся прогресу в розробці гіперзвукової зброї та просунувся в цій сфері набагато далі, ніж вважали американські офіційні особи. Як ракета-носій для цієї системи послужив Long March 2C. Це був 77-й пуск носія даного типу.
Наприкінці 2021 року стало відомо про створення другої аеродинамічної труби FL-64 для гіперзвукових досліджень. Труба створена компанією The Aviation Industry Corporation of China (AVIC), розроблена фахівцями Інституту аеродинамічних досліджень у Шеньяні, що входить до складу корпорації AVIC. На її будівництво пішло два роки.
Згідно з офіційною інформацією AVIC, випробувальний стенд FL-64 діаметром 1 метр дозволяє моделювати швидкість польоту від 4 до 8 чисел Маха (9800 км/год) на висоті до 48 км за загальної температури до плюс 627 °C.

### КНДР
У вересні 2021 року північнокорейський режим поширив інформацію про розробку бойової системи з гіперзвуковим планером. Нова ракетна система отримала позначення Hwasong-8 та була випробувана пуском 28 вересня 2021 року з полігону Тоянг-рі, (повіт Йоннім, провінція Чаган). За даними американських та південнокорейських військових, начебто планер досяг швидкості 3 Маха.

### Радянський Союз
В 1970-ті роки була створена модифікація ракети Х-22 — Х-22Б (балістична). Завдяки руху за балістичною траєкторією в піке досягала гіперзвукової швидкості — близько 6 чисел Маха. В серійне виробництво вона не поступила, натомість стала основою для дослідження аеродинаміки на гіперзвукових швидкостях.

### Російська Федерація

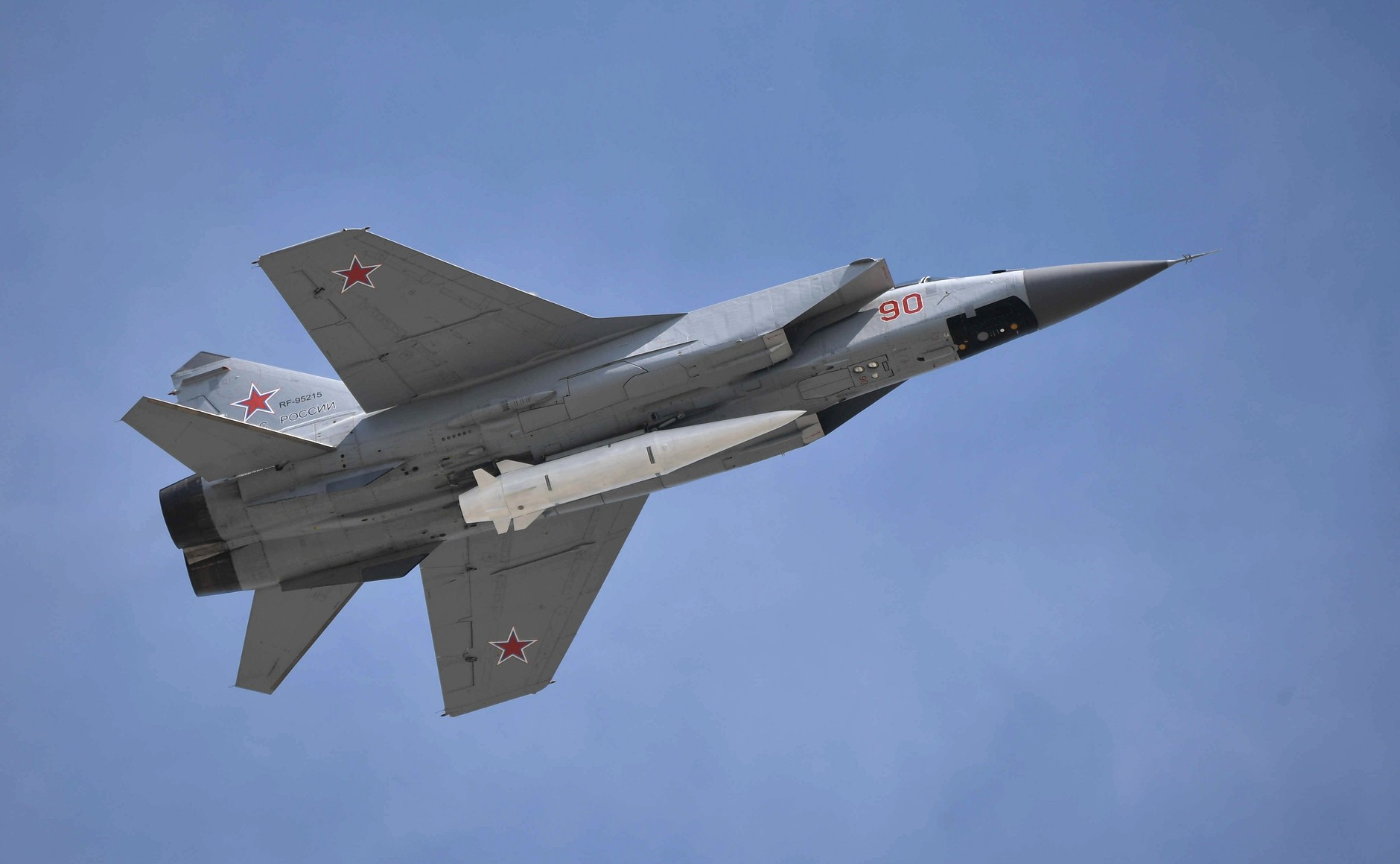
Зліт МіГ-31К з гіперзвуковою ракетою «Кинджал», закріпленої в нижній точці підвіски на корпусі винищувача-перехоплювача.

Після успішних випробувань ракетний комплекс «Кинджал» був прийнятий на озброєння і з 1 грудня 2017 року приступив до несення бойового чергування на аеродромах Південного військового округу. Втім, хоч він і називається гіперзвуковою ракетною системою, це не є точним: він є авіаційною модифікацією балістичної ракети 9К720 «Іскандер-М», а майже всі балістичні ракети долають гіперзвук на певних етапах польоту.
20 липня 2018 року відбулись випробування системи протиракетної оборони А-135 з гіперзвуковою ракетою-перехоплювачем ПРС-1М, здатною досягати швидкості до 4 км на секунду.
Наприкінці 2019 низка ЗМІ повідомили, що начебто перший комплекс «Авангард» з гіперзвуковим планером заступили на бойове чергування.
Восени 2020 року газета «Известия» повідомила про початок розробки нового ракетного комплексу з порівняно невеликою гіперзвуковою двоступеневою ракетою з прямоточним гіперзвуковим повітряно-реактивним двигуном на маршевому ступені «Клевок-Д2». В основу перспективної розробки планується покласти напрацювання з тактичного ракетного комплексу «Гермес».
Згідно з технічним завданням російських військових, стартова маса нової гіперзвукової ракети «Клевок-Д2» в транспортно-пусковому контейнері складе близько 150 кілограмів. Калібр боєприпасу складе 207 міліметрів. Ракета буде оснащена бойовою частиною масою 57 кілограмів. «Клювок-Д2» буде оснащений складними крилами.
В лютому 2021 року в російських ЗМІ з'явилась інформація про завершення декількох етапів випробування нової гіперзвукової ракети «повітря-земля» для літаків Су-57. А саме, було випробувано сумісність електронних систем нової ракети з системами літака, польоти з масо-габаритними макетами ракети у внутрішньому відсіку літака-носія. Нова ракета призначена для знищення пускових установок балістичних та крилатих ракет, зенітно-ракетних комплексів, тощо.
В липні 2021 року російські ЗМІ повідомили, що фрегат «Адмірал Головко» (третій корабель типу «Адмірал Горшков» ВМФ Росії) стане першим кораблем озброєний ракетами «Циркон». У жовтні 2020 року, російські військові провели випробування перспективної гіперзвукової крилатої ракети «Циркон» запуском з корабля. Ціль перебувала на відстані 450 кілометрів.

### Сполучені Штати Америки

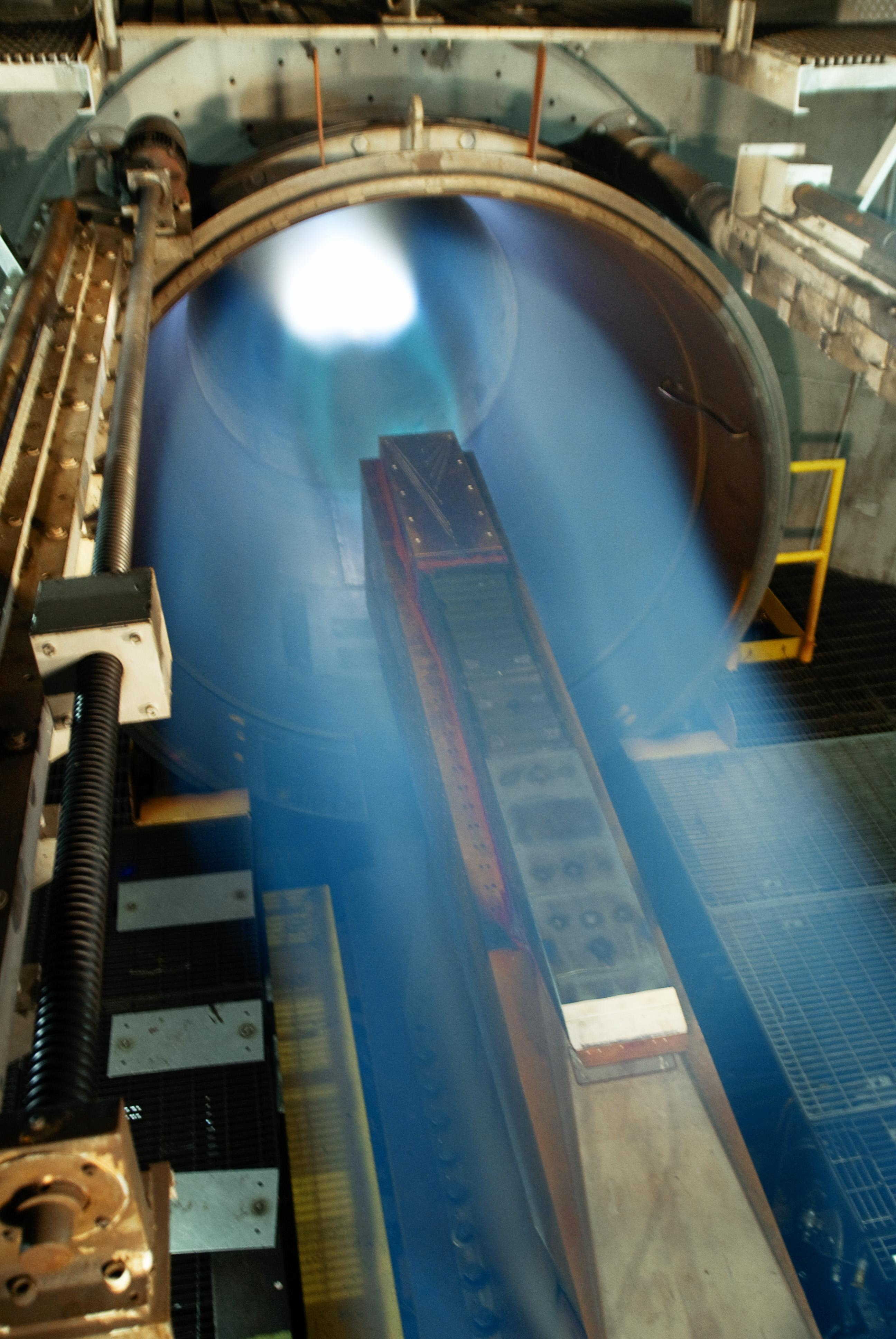
Двигун SJX61-2 після успішного завершення наземних випробувань, під час яких перевірялась робота в умовах польоту на швидкості 5 чисел Маха.

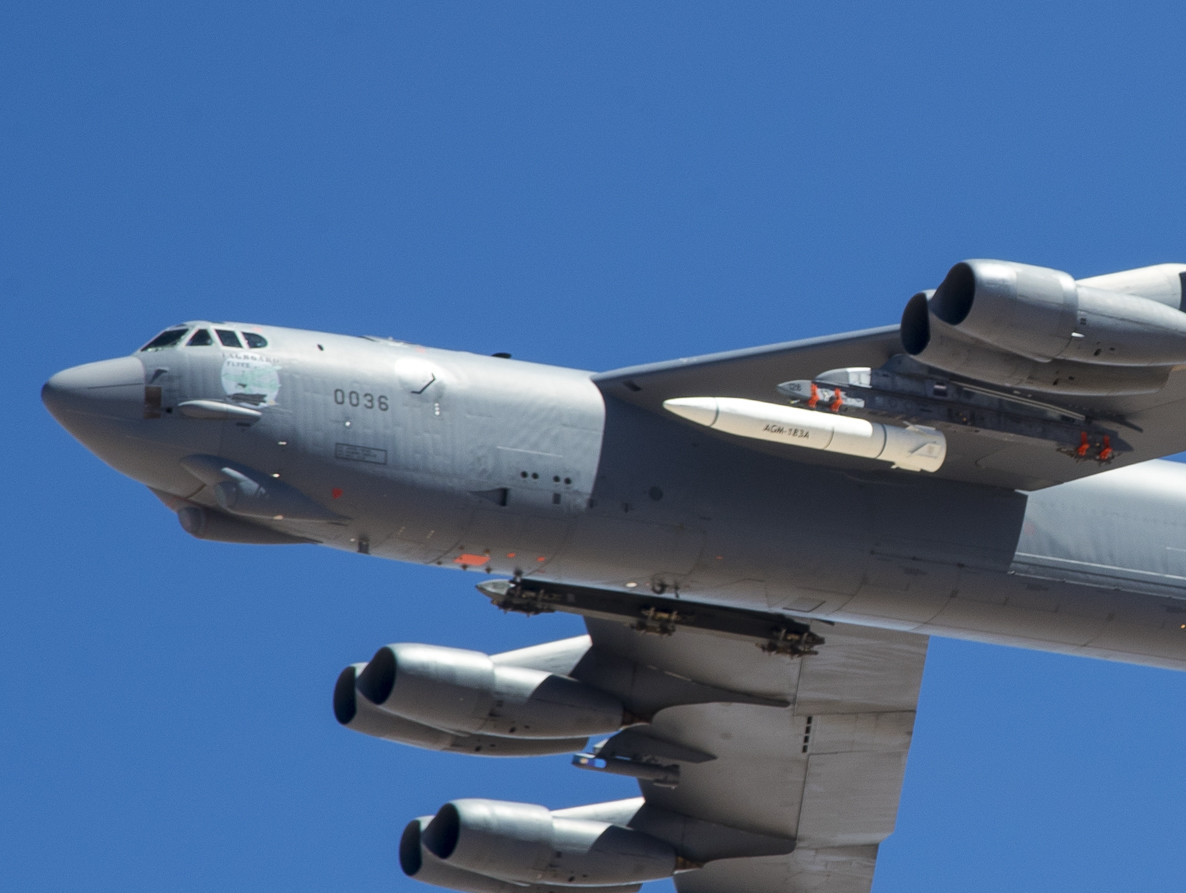
Прототип AGM-183A ARRW на випробуваннях, червень 2019 року

Перші розробки гіперзвукових озброєнь в Сполучених Штатах відбувались майже одразу по завершенню Другої світової війни. Програма Boeing X-20 Dyna-Soar передбачала створення пілотованого космічного перехоплювача-розвідника-бомбардувальника X-20. Її розробка велася в США з 24 жовтня 1957 по 10 грудня 1963. Всього на неї було витрачено близько 5 млрд доларів США (за курсом 2020 року).
Дослідницька гіперзвукова крилата ракета Boeing X-51 в 2013 році рухалась із гіперзвуковою швидкістю із використанням ГППРД протягом 210 секунд.
В жовтні 2020 року радник з національної безпеки Роберт О'Браєн повідомив про плани ВМС США озброїти гіперзвуковими ракетами військовий флот: спершу гіперзвукову зброю отримають підводні човни типу «Вірджинія», потім есмінці типу «Зумвальт», і нарешті, есмінці типу «Арлі Берк».
У серпні 2020 року стало відомо, що США провели нові тести гіперзвукової ракети AGM-183A ARRW. В тестах залучили бомбардувальник Boeing B-52Н Stratofortress зі складу 419-ї випробувальної ескадрильї. Тоді на літаку B-52Н підвісили два дослідні зразки AGM-183A, один з яких оснастили телеметричним агрегатом IMV-2.
В листопаді того ж року стало відомо, що відбулись випробування B-1B «Lancer» з підвішеною гіперзвуковою ракетою в носовій частині, а на правий модифікований пілон була підвішена крилата ракета AGM-158 JASSM. Бомбардувальник «Lancer» разом з нею виконав політ, під час якого фахівці оцінювали вплив боєприпасу на зовнішній підвісці на аеродинамічні характеристики та керованість літака.
В бюджеті на 2021 рік було виділено $130 млн агенству протиракетної оборони США на створення угрупування супутників для виявлення гіперзвукових ракет.
В січні 2021 року між Міноборони США та компанією Lockheed Martin було підписано третю угоду в рамках програми «Operational Fires» (OpFires) зі створення мобільної пускової установки гіперзвукових ракет. Розробка ведеться спільно з DARPA. Комплекс запозичить деякі напрацювання з системи HIMARS. Система являє собою універсальну твердопаливну балістичну ракету середньої дальності наземного базування AUR (All-Up-Round), оснащену блоком C-HGB у виконанні Block 1. Нові ракети розганятимуть гіперзвуковий блок Common-Hypersonic Glide Body (C-HGB) перспективної системи гіперзвукового ракетної зброї наземного базування LRHW (Long Range Hypersonic Weapon).
В січні 2021 року компанії L3Harris та Northrop Grumman виграли контракти від агенції протиракетної оборони США вартістю 122 млн дол США та 155 млн дол США відповідно на створення прототипу англ. Hypersonic and Ballistic Tracking Space — мережі супутникових радарів та сенсорів з раннього виявлення та відстеження гіперзвукових ракет.
У лютому 2021 року Пентагон презентував стратегію розвитку гіперзвукової зброї. Вона була визнана ключовим пріоритетом Міністерства оборони на найближчі роки. Стратегія передбачає створення ударної зброї (морського, повітряного та наземного базування), створення системи захисту від гіперзвукової зброї противника та розробку платформ багаторазового застосування (в тому числі двоступеневих двигунів для виведення носіїв у космос)
Наприкінці січня 2023 року DARPA відзвітувало про успішне завершення програми англ. Hypersonic Airbreathing Weapon Concept (HAWC) в рамках якої було випробувано два прототипа гіперзвукових крилатих ракет. У вересні 2021 було випробувано ракету спільної розробки Raytheon та Northrop Grumman, а на початку січня 2023 року — Lockheed Martin та Aerojet Rocketdyne.
Компанія Lockheed Martin повідомила, що як і в попередніх випробуваннях, ракета була запущена з B-52, твердопаливний ракетний двигун надав їй достатньої швидкості, для початку роботи прямоточного реактивного двигуна. Ракета змогла подолати понад 300 морських милі на висоті понад 18 км та зі швидкістю більше 5 Маха.
Наприкінці липня 2024 року компанія Lockheed Martin представила нову гіперзвукову ракету під назвою «Mako», яка розроблялася в рамках програми Stand-in Attack Weapon (SiAW) та описана як ракета «13s». Розміри ракети становлять 3,9 м (13 футів) і 589 кг (1300 фунтів) ваги. Ця ракета може бути використана на різних типах літаків, включно з винищувачами V покоління, такими як F-35A, F-35B, F/A-18, F-16, F-15, P-8, F-22 і F-35C. Ракета названа на честь найшвидшої акули у світі і здатна досягати надзвукових швидкостей понад 5 Маха. Ракета «Mako» розроблялася протягом 7 років і призначена для виконання різноманітних бойових завдань.

### Тайвань
27 грудня 2024 року Міністерство оборони Тайваню оголосило про початок серійного виробництва нової гіперзвукової крилатої ракети Yun
Feng 2 (雲峰飛彈) створеної на основі гіперзвукової крилатої ракети Yun Feng 1 з дальністю приблизно від 1200 до 2000 км. Максимальна швидкість нової ракети складає до 6 Маха.

### Франція
З початку 2010-х років компанія MBDA веде розробку гіперзвукової ракети ASN4G. Вона має розвивати швидкість до 8 Мах та долати усі перспективні системи протиракетної оборони противника, що можуть з'явитись в наступні 25-50 років.

### Японія
На початку 2022 року стало відомо, що у відповідь на розробки гіперзвукових озброєнь в КНР, КНДР, та РФ Японські військові розглядали можливість створення систем захисту на основі електромагнітних гармат типу «рейкотрон». Перший дослідний зразок планується створити до середини 2020-х. А з огляду на повномасштабне російське вторгнення в Україну міністерство оборони Японії розглядало можливість отримання (чи створення) гіперзвукових озброєнь аби забезпечити можливість удару у відповідь.
Крім того, в листопаді 2022 року японські ЗМІ повідомили про роботи над модернізацією вітчизняного ЗРК Type 03 Chū-SAM з метою підвищення тактико-технічних характеристик для протидії гіперзвуковим озброєнням. В планах оновити програмне забезпечення та зенітні керовані ракети.

## Бойове застосування

### Російсько-українська війна
Російська федерація стверджує, що нею першою було застосовано гіперзвукову зброю — систему «Кинджал» в бойових умовах. 19 березня 2022 року під час російсько-української війни було завдано удару по сховищу боєприпасів неподалік населеного пункту Делятин (Івано-Франківська область).
Були використані для пуску ракет як модифікований МіГ-31К, так і Ту-22М3.
За даними Пентагону, від початку повномасштабного вторгнення і до 9 травня 2022 року російські війська запустили по території України від 10 до 12 гіперзвукових ракет.
Разом з тим, у США не акцентують увагу на використанні РФ цієї зброї. Так, міністр оборони США Ллойд Остін заявив, що не вважає це «якимось переломним моментом». Після чого прессекретар Пентагону Джон Кірбі зауважив, що, наприклад, важко зрозуміти запуск такої дорогої ракети по стаціонарному сховищу.